# فرودگاه رامبک
فرودگاه رامبک (به انگلیسی: Rumbek Airport) یک فرودگاه همگانی، غیرنظامی با کد یاتا RBK است که یک باند فرود سنگفرش دارد و طول باند آن ۱۳۳۰ متر است. این فرودگاه در کشور سودان جنوبی قرار دارد و در ارتفاع ۴۲۰ متری از سطح دریا واقع شده است.

## شرکت‌های هواپیمایی و مقصدهای پروازی
Service was provided to جوبا by Southern Star Airlines until the airline ceased flying in 2011.
| شرکت‌های هواپیمایی         | مقصدهای پروازی    |
| ------------------------- | ----------------- |
| Aircraft Leasing Services | لوکی‌چوگیو، ویلسون |